# Oasis (Kalifornia)
Oasis – jednostka osadnicza w hrabstwie Riverside, w Kalifornii (Stany Zjednoczone).